# Enteróclise
Enteróclise é o estudo radiológico do intestino delgado através da introdução de líquido contrastante diretamente no intestino.